# Тайроун
Графство Та̀йроун (на английски: County Tyrone, Каунти Тайроун, на ирландски: Contae Thír Eoghain, Кунтай Тир Оуен, ирландско произношение ) е едно от традиционните графства в Ирландия. Намира се в провинция Ълстър и е част от Северна Ирландия.
С площ от 3155 км2 (1218 кв. мили) Тайроун е седмото по големина графство в Ирландия от общо 32-те и осмото по население. Графството е второ по площ и четвърто по население в Ълстър от общо 9 графства.